# Альошина Тетяна Володимирівна
Тетяна Володимирівна Альошина (3 липня 1961, Ніжин) — російська композиторка, музикознавиця, співачка, театральна діячка, художниця, поетеса, Заслужений працівник культури РФ.
Музичний керівник Санкт-Петербурзького державного Театру маріонеток імені Деммені. Двічі лауреатка Вищої театральної премії Санкт-Петербурга «Золотий софіт» у номінації «Краща музика до вистави» (1996 і 2010 рр.). Член Союзу театральних діячів Росії.

## Біографія
Тетяна Володимирівна Альошина народилася 3 липня 1961 року в місті Ніжині Чернігівської області Української РСР. Через три місяці сім'я переїхала на Урал, у місто Челябінськ-40, потім у Тульську область, а на початку 70-х років — в Курган.
Займається музикою з шести років. Закінчила музичну школу по класу фортепіано і Курганське музичне училище за спеціальністю «Теорія музики» (1980). З 1980 року — практика в галузі камерної інструментальної музики. З 1981 року пише музику до спектаклів. У 1982 році Тетяна Альошина починає працювати в курганському театрі «Лялька» керівницею музичної частини. У 1987 році закінчила Уральську державну консерваторію ім. М. П. Мусоргського у Свердловську за спеціальністю «Музикознавство».
Після закінчення консерваторії разом з театром переїхала в Ленінград. Гастролювала до театру в Глазго, Мюнхені, Штутгарті.
У 1993 році отримала першу премію на Санкт-Петербурзькому фестивалі неформальних театрів як художник вистави.
З 1994 року працює в Санкт-Петербурзькому державному Театрі маріонеток їм. Е. С. Деммени, спочатку репетитором по вокалу, а з 1996 року — завідувачем музичною частиною. Перший спектакль з музикою Тетяни Alešinoj «Казки Андерсена» у постановці Е. Угрюмова був удостоєний Вищої театральної премії Санкт-Петербурга «Золотий софіт» за кращу музику до вистави. Музика Тетяни Alešinoj звучить майже в сорока виставах Театру маріонеток їм. Деммени та інших театрів Росії. Одна з найцікавіших і складних робіт — «Казка про рибака і рибку», поставлена до 200-річчя Пушкіна в Школі російської культури міста Сургута, де в музичному оформленні вистави брали участь хор, акторська група, фольклорний ансамбль, симфонічний, духовий оркестри і оркестр народних інструментів.
З 1992 року Тетяна Альошина співпрацює з театром музики і поезії Олени Камбурової. Пісні Тетяни Alešinoj увійшли в репертуар Олени Камбурової. Трохи раніше відбулося знайомство Alešinoj з Оленою Фролової, Олександром Деревягиным і Миколою Якимовым. У 1993-му році всі четверо об'єдналися у Творчий союз «Азія».
В репертуарі Тетяни Alešinoj пісні, романси та вокальні цикли на вірші російських і зарубіжних поетів: Рільке, Ахматової, Пушкіна, Блока, Седакової, вірменських, грузинських, латиноамериканських поетів; пісні на власні вірші. Крім того, пише оповідання, казки, вірші, п'єси. У 2001 році петербурзьке видавництво «Віта Нова» випустило збірку віршів та оповідань Тетяни Alešinoj «Людина на підвіконні».
В 1993-1995 роках Валерієм Мустафіним на студії «Сибірський тракт» (Казань) записані 3 аудіокасети Тетяни Alešinoj. До 2009 року вийшли в світ 6 сольних музичних альбомів: «Не про любов прошу» («Азія-плюс», 2000), «Вітер з півночі» («Азія-плюс», 2002), «Петербурзький альбом» («Азія-плюс», 2003), «Пісні-фантазії» («Азія-плюс», 2005), «Де ти, отчий дім…» («Азія-плюс», 2007), «Опівнічні вірші» («Азія-плюс», 2009)

## Дискографія
- 1995 — На карті зоряного неба
- 1995 — По білому шляху
- 1998 — Домовимося про зустріч
- 2000 — Не про кохання прошу
- 2002 — Вітер з півночі
- 2002 — Seconda Parte (ТЗ Азія)
- 2003 — Петербурзький Альбом
- 2005 — Вулиця Мандельштама (ТЗ Азія)
- 2005 — Пісні-фантазії
- 2007 — Де ти, отчий дім…
- 2009 — Опівнічні вірші. Пісні та романси на вірші Анни Ахматової